# Pont Scaliger
Le pont Scaliger (Ponte Scaligero ou Ponte di Castel Vecchio), est un pont médiéval fortifié qui franchit l'Adige à Vérone. Il fait partie du Castel Vecchio.
Sa grande arche de 48,70 m détint en son temps le record d'ouverture pour un pont en arc.

## Histoire
Le pont fut construit en trois ans, probablement de 1354 à 1356, sur l'ordre de Cangrande II della Scala, qui entendait ainsi s'assurer un moyen de se sauver vers la campagne et éventuellement se réfugier en Allemagne, sur laquelle régnait alors son gendre  Louis de Bavière. Grâce à la robustesse de sa construction, ce pont a pu franchir sans encombre cinq siècles d'histoire. Les Français détruisirent cependant la tour du côté gauche, de l'époque des Visconti ou vénitienne. Il fut totalement détruit le 25 avril 1945 par les troupes allemandes qui couvraient leur retraite et n'hésitèrent nullement à faire sauter tous les ponts de Vérone, y compris le pont Scaliger et le pont de pierre (ponte Pietra).
Il fut reconstruit à l'identique après la guerre, à l'exclusion de la tour gauche, d'époque postérieure aux Scaliger. Les travaux furent achevés en 1951.

## Structure

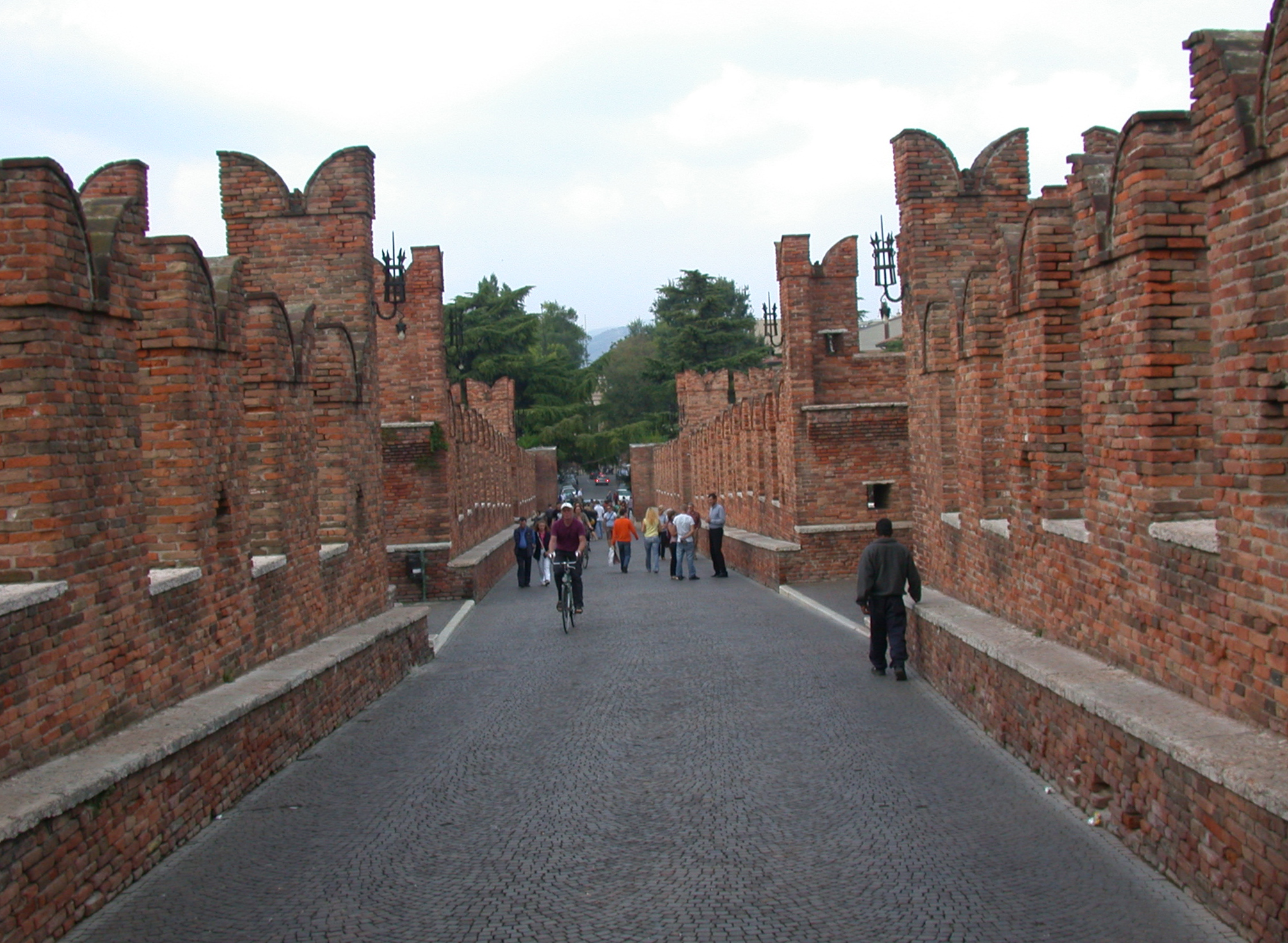
Sur le pont Scaliger

Le pont est construit en brique rouge(rouge de vérone), comme tous les monuments médiévaux de Vérone, avec des arcs et des bas de piles de marbre blanc. Il est constitué de trois arches à courbure décroissante, appuyées sur deux fortes piles pentagonales, en forme de rostres vers l'amont, de manière à faciliter l'écoulement du flot de l'Adige. L'ensemble tenait lieu de porte fortifiée donnant accès à la ville aux voyageurs venant du nord.
Les arcs, conçus pour résister au régime très irrégulier et aux crues subites de la rivière Adige, sont d'une architecture hardie, avec des arcs surbaissés de 48,70 m, 29,15 m et 24,11 m. les deux piles ont une largeur de 12,10 m et 6,30 m, et leur longueur atteint 19,40 m et 17,30 m. 
La longueur totale du pont dépasse les 120 mètres.

## Légendes locales

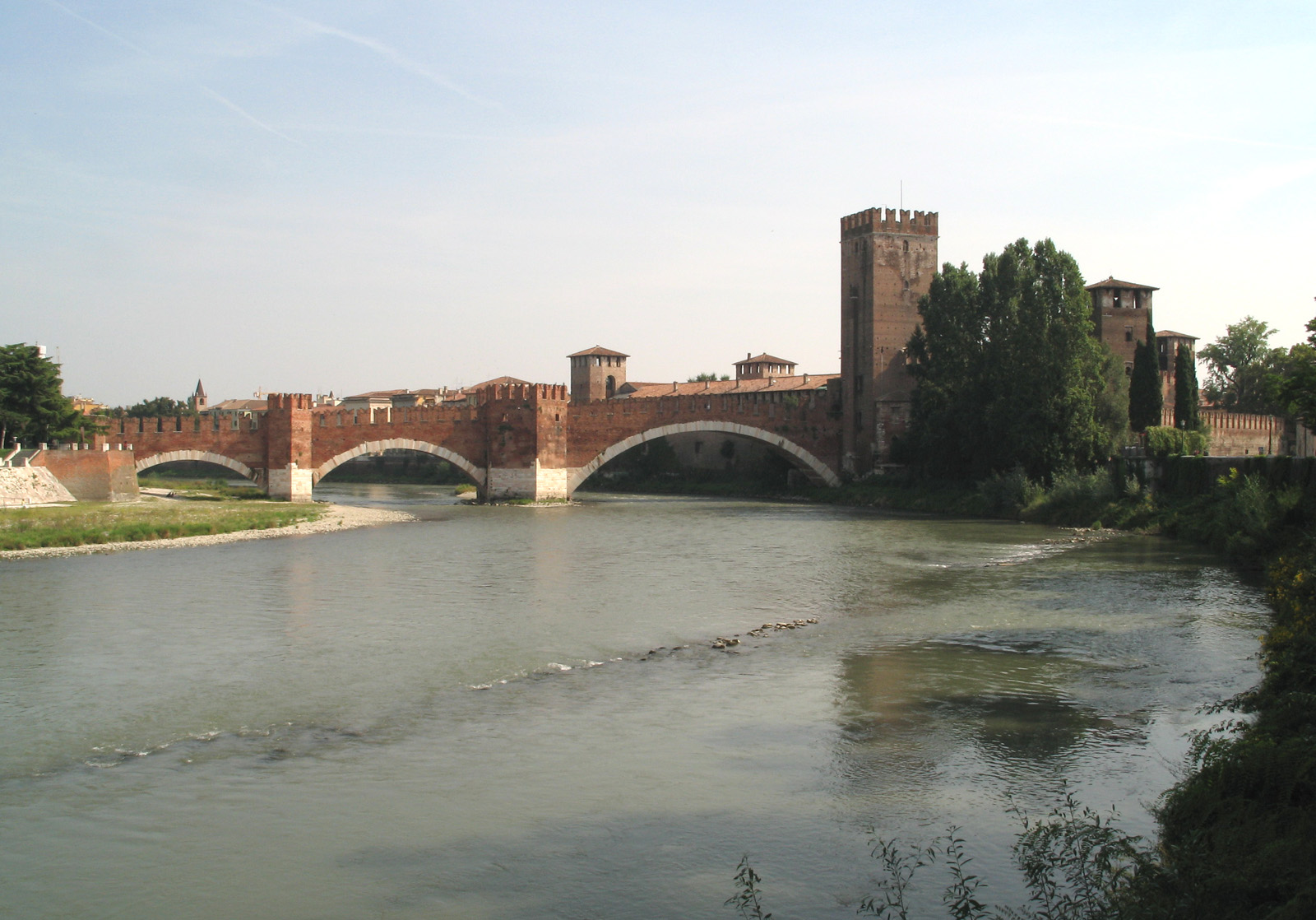
Pont Scaliger, à Vérone

Un document rapporte que le projet et la construction du pont sont dus à Guglielmo Bevilacqua, et une légende veut que Cangrande II, pour le récompenser, lui ait fait don d'une épée censée avoir appartenu à saint Martin.
Une autre légende veut que l'architecte, très incertain de la solidité de son projet, vu la hardiesse de sa conception, aurait préparé des chevaux du côté nord pour assurer sa fuite en cas d'incident au moment du décintrement.

### Autres ponts médiévaux
- Pont du Diable (Martorell) (ouverture : 37,3 m)
- Pont de San Martín (Tolède) (ouverture : 40 m)
- Pont du Diable (Céret) (ouverture : 45,45 m)
- Grand pont de Tournon-sur-Rhône (ouverture : 49,20 m)
- Pont de Trezzo (ouverture : 72 m)